# El Otro Yo
El Otro Yo é uma banda de rock alternativo que surgiu em Temperley, um município próximo a Buenos Aires, na Argentina. A banda explorou diversos sons em cada um de seus álbuns. A banda surgiu no fim da década de 80 e é bastante influenciada principalmente por bandas como The Cure, Pixies, Sonic Youth e Smashing Pumpkins.

## História

### Desde o começo em Temperley até Abrecaminos (1988-1999)
O El Otro Yo nasceu no fim da década de 80 e a princípios dos anos 90 no município de Temperley, localizada ao sul da Gran Buenos Aires. Os irmãos Humberto Christian e María Fernanda Aldana tocavam em uma guitarra que ganharam de seu pai (que era cantor de boleros e tangos em salões de terceira idade) e um órgão que eles ganharam mais tarde. No colégio tocavam juntos no The Friends, banda na qual fazia covers de bandas argentinas como Sumo, Virus e Miguel Mateos. Logo Christian formou sua primeira banda de Punk Rock, Los Apáticos. Entre 1986 e 1987 Christian tocava no Los Apáticos, enquanto María participava de outros grupos. Foi nesta etapa de tempo que os dois decidiram formar juntos uma banda. María havia lido um poema que Arthur Rimbald havia escrito a dezesseis anos atrás, "Yo Soy Otro", e a frase se fixou em sua cabeça durante a formação de sua banda com Christian. María comentou para Christian que a frase "El Otro Yo" (O Outro Eu) se converteu no nome definitivo da banda. Pelo ano de 1989, a banda se tornava um quinteto: Christian como vocalista, María como tecladista e Lee-Chi (Ex-manager da banda e ex-integrante do Los Brutos). Logo entraram na banda o baterista Omar Kischinovsky e o baixista Pajarito. Pajarito durou pouco tempo na banda, que fez com que María usasse uma guitarra Faim que servia como um baixo.
Em 1993 eles gravam uma demo com duas canções, Los Pájaros e Sexo en el Elevador. No mesmo ano lançam seu primeiro álbum, Los Hijos Del Alien. Christian distribuia as fitas nas lojas. Um selo chamado Random, que editou o álbum do Los Brujos, Babasónicos, Martes Menta e Suárez, entre outros, ouviu a fita cassete e propôs a banda a oferta de gravar um álbum em um estúdio melhor.
Em 1994, a banda se torna um trio, com Christian na guitarra e vocais, María no baixo e vocais e Omar Kischinovsky na bateria. Com essa formação, a banda grava em Moebio, com a produção de Guillermo Picolini (da banda Pachuco Cadáver), seu segundo álbum e primeiro em formato CD: Traka Traka. Antes de começar o ano de 1995, Omar Kischinovsky sai da banda, e é substituido por Raimundo Fajardo.
Com Fajardo assumindo o posto de baterista, a banda grava seu terceiro álbum Mundo e lança naquele mesmo ano. Uma curiosidade é a de que foi gravado em um gravador de quatro canais e usando como console um carro Dodge Polara sem assentos. Este álbum foi gravado de forma totalmente independente. No mesmo ano a banda participa de uma coletânea chamada Fuck You, um disco em homenagem a banda argentina Sumo, interpretando a música com o mesmo nome do álbum.
Em 1996, a banda relança seu primeiro álbum, Los Hijos Del Alien em formato CD com músicas extras, como Lo De Adentro (uma homenagem a Kurt Cobain, líder falecido do Nirvana) e um remix da música 69, uma música do álbum Mundo, em uma produção de fantasias animadas. No mesmo ano participam do "Festival de Rock Alternativo", um dos maiores festivais da Argentina. A banda se consagra como uma das maiores bandas da Argentina.
Em 1997, a banda surpreende lançando um disco triplo, chamado de Esencia, que se trata de uma produção solo para cada um dos integrantes da banda. Com mais de 70 faixas divididos em três discos gravados de forma independente. Tudo começou quando María disse a Christian que tinha algumas músicas dela que não se adequavam ao estilo de som do El Otro Yo, e que queria editá-las em fita cassete.
Em 1998, a banda faz mais de 30 shows no interior do país, e lança uma coletânea das melhores músicas do disco triplo Esencia. O nome é El Otro Yo del Otro Yo e possui 25 faixas. Também editam, com Besótico, um livro que vem com um disco solo de María Fernanda, chamado de Entresueños. Também foi lançado um livro de poesias chamado El mar alado.
Em 1999, a banda grava e lança Abrecaminos, considerado por muitos o melhor álbum do El Otro Yo, abrindo todas as fronteiras para a banda. Neste momento o ex-baixista do Avant Press, Ezequiel Araujo, assume a posição de tecladista da banda.
No começo de 2000, a banda começa novamente as turnês, levando a sua música para toda Buenos Aires e para o resto do país. Tocam com êxito Uruguai e Chile, aonde começam a encontrar cada vez mais fãs. A esta altura a banda começa a formar sua nova gravadora, a Besotico Records. E então começam a se dedicar por outras bandas independentes como Sugar Tampaxxx, Victoria Mil (ex-Victoria Abril) e She-Devils.

### Contagiándose la energía del otro e o êxito (2000-2007)
O ano 2000 fechou com chave de ouro para o El Otro Yo, depois de muitos anos lutando de forma independente, finalmente sua turnê sem fim chegou as óbras. Mais de 5000 pessoas estavam reúnidas por lá.
Em 2001 é remasterizado e relançado o segundo álbum da banda, Traka-Traka.
Depois de três anos sem nenhum álbum de estúdio, a banda lança Colmena, seu trabalho mais "maduro", devido a evolução da banda desde o álbum anterior, Abrecaminos de 1999. O álbum foi produzido por Diego Vainer e também conta com a presença de vários músicos convidados. Se destacam canções como Viajero, Virus, Calles e Me harte.
Depois do lançamento de Colmena, a banda lança seu álbum mais experimental, Espejismos, que dá muita ênfase ao tecladista Ezequiel Araujo, que logo após a gravação do álbum e da participação do festival Quilmes Rock (que contava também com a participação do Rata Blanca e do Offspring), saiu da banda. Em Espejismos, além da ênfase do ex-tecladista, a banda volta as suas raízes do Hardcore, presente em seus primeiros álbuns. Este álbum possui músicas agressivas como Pecadores, Nuevo Orden e Mascota del sistema, além de músicas mais calmas como Debe cambiar e Tu ángel.
Seis anos depois, o álbum ao vivo Contagiándose la energía del otro – En vivo en Obras é lançado em CD e DVD, com os melhores momentos deste show em plena época de Abrecaminos, que a banda ainda misturava o som punk com teclados. No repertório está incluído as melhores músicas, na opinião da banda (10.000.000, No me importa morir, La música, E.O.Y. e uma versão cover de Territorial Pissings, do Nirvana). Alguns convidados também participaram, como o cantor de Heavy Metal, Claudio O’Connor e o ex-baixista do Sumo, Diego Arnedo. O álbum também inclui a música inédita, até então, Lobizón, e o DVD também inclui um documentário sobre a "Gira Interminable" do ano 2000 e também o backstage do show em obras.
Para as músicas de Espejismos, Christian decide chamar um amigo de longa data, Gabriel Guerrisi, ex-guitarrista do grupo Juana La Loca e de Los Brujos, para se juntar a banda.

### 20 anos viajando "Fuera del Tiempo" (2000-2007)
Em Junho de 2007 a banda lança o álbum Fuera del Tiempo, produzido pelo produtor norteamericano Billy Anderson (responsável por produzir álbuns dos Melvins, Mr. Bungle, Sick of it All e, ironicamente, da banda brasileira Ratos de Porão). Anderson teve ajuda na produção por Patricio Claypole. Fuera del Tiempo é considerado o álbum mais pop da banda.
Em 2008 a banda participou de um festival comemorando os mais de 20 anos da banda em um estádio em obras e em um giro internacional. Além disso, a banda é a primeira das bandas de rock argentino a lançar um modelo de sapatos (Black Fin, da marca Vans). A banda ganha mais um integrante, Diego Vainer, que fica na posição de tecladista e sintetizadores.
Em 2009, Ray Fajardo deixa a banda para se dedicar ao trabalho de produtor musical, como fez o tecladista Ezequiel Araujo. Em seu lugar entra Ricky Rua, ex-integrante do Los Brujos.
Em 2010, a banda lançou o álbum Ailobiu EOY, o álbum com menor quantidade de canções.

## Influências musicais
Sonic Youth, The Cure, Smashing Pumpkins, The Clash e Pixies, principalmente. Passando por Nirvana, e um pouco de Claude Debussy, Cocteau Twins, Kraftwerk, Syd Barrett, Tom Waits, Nick Drake e claro, The Beatles.

## Curiosidades
É a terceira banda independente a fazer um show em obras (A primeira foi Los Redonditos de Ricota e a segunda, La Renga).
El Otro Yo é a banda independente que mais gravou álbuns nos anos 90.
Fizeram a maior turnê da história do rock argentino.
O El Otro Yo, ao lado do Babasónicos, é uma das únicas bandas a participar de um movimento chamado "Nuevo Rock Argentino".
No álbum Mundo, depois da faixa Dios, se pode escutar uma faixa escondida, na qual tem o título de Maikol Yaxon, uma alusão ao cantor pop Michael Jackson.
Christian (Vocalista e guitarrista) e María Fernanda (Vocalista e baixista) são irmãos.
María Fernanda é também pintora e escritora. Também foi professora de Belas Artes.
O álbum Mundo foi gravado na caçamba de uma caminhonete Dodge Polara, propriedade da família Aldana e abandonado em um barraco.
Quando o Nirvana visitou a Argentina em 1992, Christian e María Fernanda se passaram por empregados do hotel em que Kurt Cobain e Courtney Love estavam hospedados. Os irmãos Falaram com Courtney e eles ofereceram uma fita cassete do álbum Los Hijos Del Alien para ela. Courtney não deixou os dois verem Cobain, por que ele estava "dormindo".
O cantor de Blues-rock, Luis Alberto Spinetta, declarou em uma entrevista que é fanático pelo El Otro Yo.
Todas as canções dos álbuns Colmena e Espejismos (exceto Bendición, Revolución Humana e Debe Cambiar) possuem videoclipes.

## Integrantes
- Christian Aldasi - Vocais, Guitarra (1988-atualmente)
- María Fernanda Aldasi - Baixo (1989-atualmente), Teclados (1988-1991, 1997-atualmente), Vocais (1988-atualmente)
- Gabriel Guerrisi - Guitarra (2006-atualmente)
- Ezequiel Araújo - Teclados, Guitarra, Baixo, Vocais (1994-2004, 2013-atualmente)
- Joan Sprei - Bateria (2014-atualmente)

## Ex-integrantes
- Raimundo Fajardo - Bateria, Vocais (1994-2009)
- Omar Kischinovsky - Bateria (1990-1994)
- Daniela Cugliandolo - Teclados e performances teatrais (1991-1997)
- Lee-chi - Guitarra (1988-1990)
- Pajarito - Baixo (1988-1989)
- Gabriel Manelli - Baixo (1989-1989) (Falecido)
- Ricky Rua - Bateria (2009-2014) (Falecido)

## Discografia

### Álbuns de estúdio
- Los Hijos Del Alien (1993, Besotico Records (Fita-Cassete); 1996, Besotico Records (CD))
- Traka-Traka (1994, Random Records; 2001, Besotico Records)
- Mundo (1995, Besotico Records)
- Esencia (1997, Besotico Records)
- Abrecaminos (1999, Besotico Records)
- Colmena (2002, Besotico Records)
- Espejismos (2004, Besotico Records (No México foi lançado pelo selo Noiselab))
- Fuera Del Tiempo (2007, Besotico Records)
- Ailobiu EOY (2010, Besotico Records)

### Coletâneas
- El Otro Yo Del Otro Yo (1998, Besotico Records)

### Álbuns ao vivo
- Contagiándose La Energía Del Otro (2000, Besotico Records)
- Contagiándose La Energía del Otro En Vivo en Obras (2005, Besotico Records (DVD+CD))
- Pirata (2005, Besotico Records)
- Estallando Tu Lado Salvaje (2008, Besotico Records)

### DVD's
- Contagiándose la energía del otro - En vivo en Obras (2005, Besotico Records (DVD+CD))
- El Otro Yo en vivo Quilmes Rock 03 (2005, Besotico Records)
- Fuera del Tiempo (2007, Besotico Records (Apenas no México) (DVD+CD))
- Estallando Tu Lado Salvaje (2008, Besotico Records)